# Hinthamerbrug
De Hinthamerbrug is een ophaalbrug over de Zuid-Willemsvaart in de binnenstad van 's-Hertogenbosch. De brug dateert van 1937 en ligt bij het benedenhoofd van Sluis 0.
De lengte van de brug bedraagt 10 meter, terwijl de breedte 16,3 meter is. De hoofdoverspanning bedraagt 9,35 meter, de doorvaartwijdte is 7 meter.
De brug werd tijdens de Tweede Wereldoorlog ernstig beschadigd. In 1947 is deze hersteld.